# Procés dels Távora

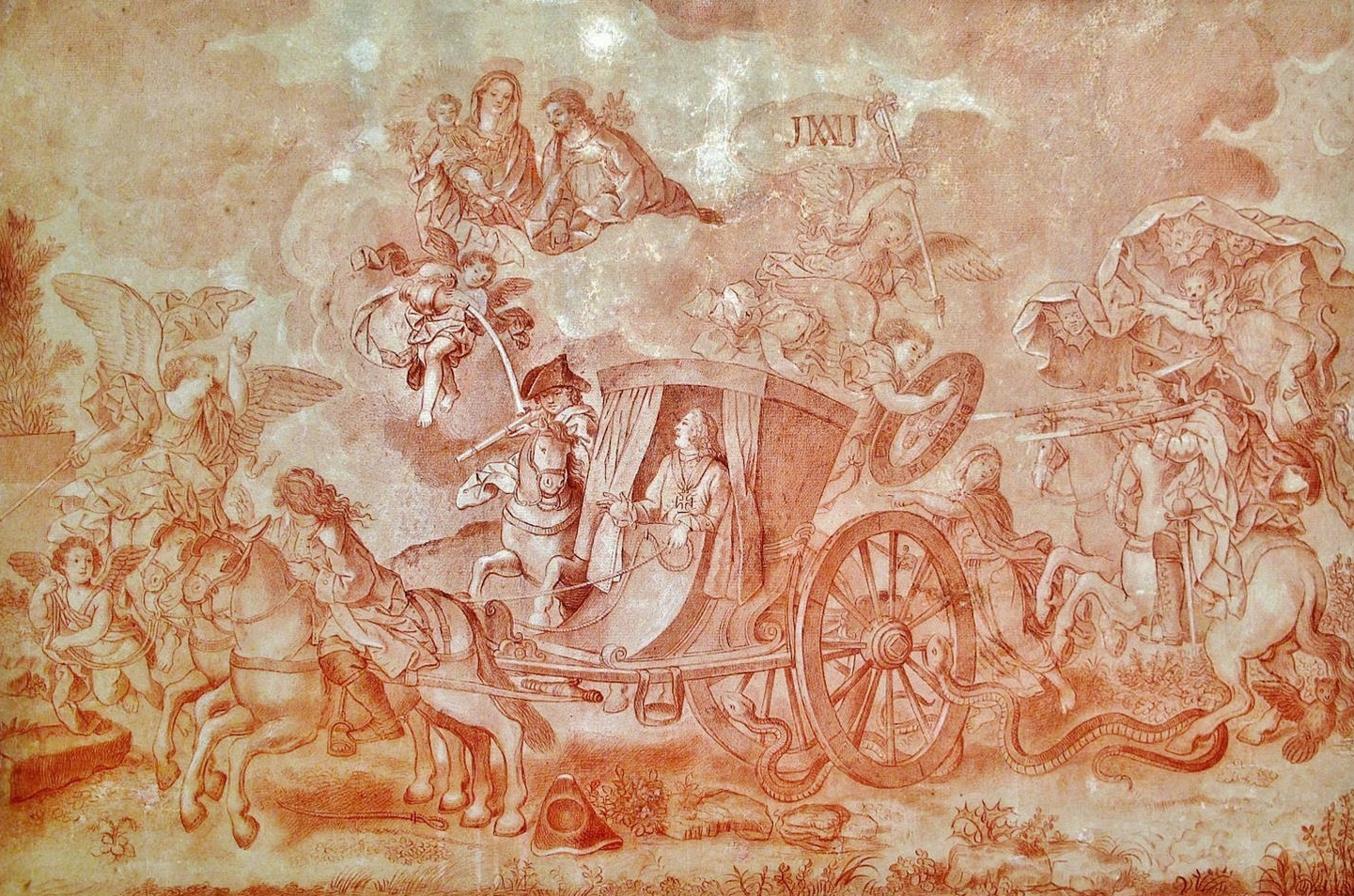
Atemptat a Josep I

El Procés dels Távora es refereix a un escàndol polític portugués del segle xviii. Els esdeveniments es produïren per la temptativa d'assassinat del rei Josep I al 1758, i van culminar en una execució pública a Belém (Lisboa). Van esquarterar i cremar Francisco de Assis de Távora i els seus dos fills, José Maria i Luís Bernardo. Brás Romeiro, gran amic de Luís Bernardo, també fou assassinat. Foren arrestats el duc d'Aveiro, un dels seus criats i un germà d'aquest criat, i la marquesa de Távora, Leonor Tomásia de Távora, fou decapitada.
La resta de la família Távora, Aveiro, Alorna i Atouguia, entre aquests el bisbe de Coïmbra, Miguel da Anunciação, foren arrestats i més tard manats alliberar per Maria I de Portugal, que mai va veure aquest procés amb bons ulls, i creia en la innocència dels Távora i altres acusats.
Un dels criats del duc d'Aveiro, José Policarpo de Azevedo, desaparegué quan la guàrdia es presentà a la residència del duc d'Aveiro: es diu que es desfigurà amb àcid sulfúric i que es feu captaire. Van ser-ne donades ordres de cerca i captura per tot Europa, però mai no el trobaren.
Mai es pogué demostrar que es tractàs d'un atemptat contra el rei; es pensa que els tirs anaven dirigits al capità Pedro Teixeira, amb el qual el duc d'Aveiro tenia alguna diferència, però tampoc se'n sap del cert.
Després del terratrèmol de Lisboa de l'1 de novembre del 1755, que va destruir el palau reial, el rei Josep I vivia en un gran conjunt de tendes i barracons instal·lats a Ajuda, a l'eixida de la ciutat. Allò era llavors el centre de la vida política i social portuguesa.
Malgrat no ser gens espectaculars, les tendes d'Ajuda eren el centre d'una cort tan rica com la de Versalles de Lluís XV de França. El rei vivia envoltat del seu equip administratiu, amb el ministre del Regne Sebastião José de Carvalho i Melo al front, i dels seus nobles. El ministre era un home sever, fill d'un cavaller de província, amb un cert rancor cap a la vella noblesa, que el menyspreava. Les desavinences entre ell i els nobles eren freqüents i tolerades pel rei, que confiava en Sebastião de Melo per la seua direcció competent després del terratrèmol.
Josep I estava casat amb Maria Anna Victòria de Borbó, i tenia 4 filles. Josep I tenia una amant: Teresa Leonor, esposa de Luís Bernardo, hereu de la família de Távora.
La marquesa Leonor de Távora i el seu marit Francisco de Assis, comte d'Alvor (i antic virrei de l'Índia), eren els caps d'una de les famílies més poderoses del regne, unides a la casa d'Aveiro, Cadaval, Sâo Vicente i Alorna. Eren també enemics de Sebastião de Melo. Leonor de Távora era una dona política, preocupada pels afers del regne, lliurat, al seu parer, a un nou ric sense educació. Ella era també una devota catòlica, molt unida als jesuïtes, i tenia de confessor un d'ells, Gabriel Malagrida.

## El cas Távora

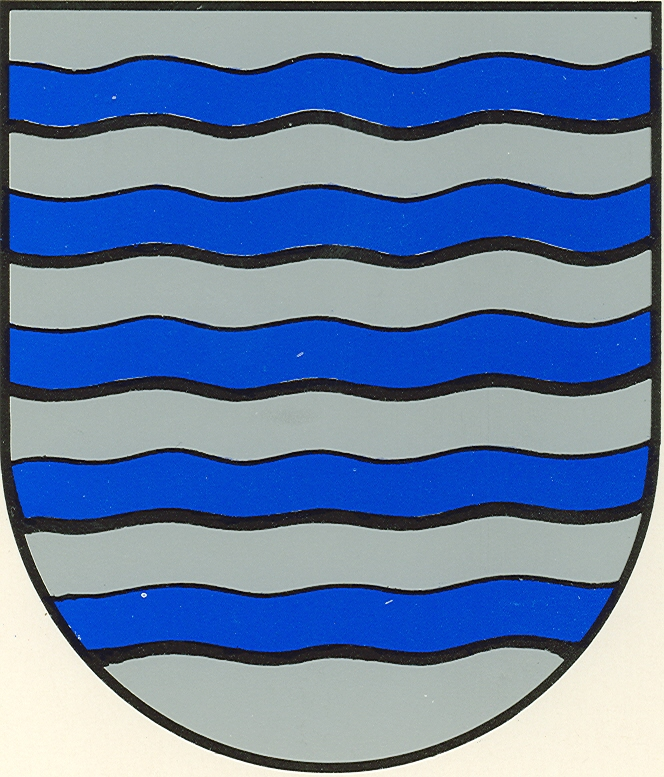
Blasó d'armes dels Távora

A la nit del 3 de setembre del 1758, Josep I anava d'incògnit en un carruatge que recorria un carrer secundari de la rodalia de Lisboa. El rei tornava cap a les tendes d'Ajuda d'una nit amb l'amant. Pel camí, el carruatge fou interceptat per tres homes que van disparar als ocupants. Josep I va ser ferit en un braç, el conductor també va quedar ferit greument, però ambdós van tornar a Ajuda.
Sebastião de Melo prengué de seguida el control de la situació. Mantenint en secret l'atac i les ferides del rei, feu un judici ràpid. Pocs dies després, dos homes foren arrestats i torturats. Els homes confessaren la culpa i que havien actuat per ordre de la família dels Távora, que conspiraven per posar el duc d'Aveiro, José Mascarenhas, en el tron. Ambdós foren enforcats l'endemà, abans que la temptativa de regicidi es fes pública. A les setmanes següents, la marquesa Leonor de Távora, el seu marit, el comte d'Alvor, i tots els seus fills i nets foren empresonats. Els conspiradors, el duc d'Aveiro i els gendres dels Távora, el marqués d'Alorna i el comte d'Atouguia foren arrestats amb les seues famílies. Gabriel Malagrida, el jesuïta confessor de Leonor de Távora, també fou arrestat.
Tots foren acusats d'alta traïció i de regicidi. Les proves presentades en el tribunal eren:
a) Les confessions dels assassins executats;
b) L'arma del crim pertanyia al duc d'Aveiro;
c) El fet de només els Távora podien saber la visita del rei d'aquella nit, perquè tornava d'una cita amb Teresa de Távora, presa amb els altres.
Un fet important durant el procés fou l'ús intens de la violència i la tortura per a aconseguir confessions. Els acusats rebien una avaluació mèdica que deia si podrien suportar els "tractes", terme sinònim de "tortura". En l'interrogatori del duc d'Aveiro, l'interrogador afirma que totes les acusacions ja havien estat comprovades i que si no ho confessava tot i revelava qui havien estat els seus còmplices, ell mai no seria absolt. Per tant, el duc va lliurar els participants de l'atemptat, i revelà que feia uns tres mesos havia manat al seu criat Antônio que fes l'atemptat, disparant al carruatge que passaria per la Quinta de Meyo i el Pas de Nossa Senhora das Dores. Ell també revelà que la idea de l'atemptat sorgí en una reunió en un lloc anomenat Sâo Roque, en què s'arribà a la conclusió que matar el rei seria l'únic mitjà d'aconseguir les noces entre la princesa de Nossa Senhora i D. Pedro.
Els Távora negaren totes les acusacions però foren condemnats a mort. De seguida segrestaren els béns de tots els acusats; a més dels condemnats a mort hi hagué desenes de noms que foren sentenciats a presó, simplement per tenir alguna relació amb la família; hi hagué una cassació a l'orde jesuític, doncs aquests junt amb els Távora eren vists pel rei com a principals impulsors del crim. El nom Távora fou esborrat de la noblesa i els blasons familiars foren prohibits. La baronia Távora i majorat es transferiren als comtes de Sâo Vicente.

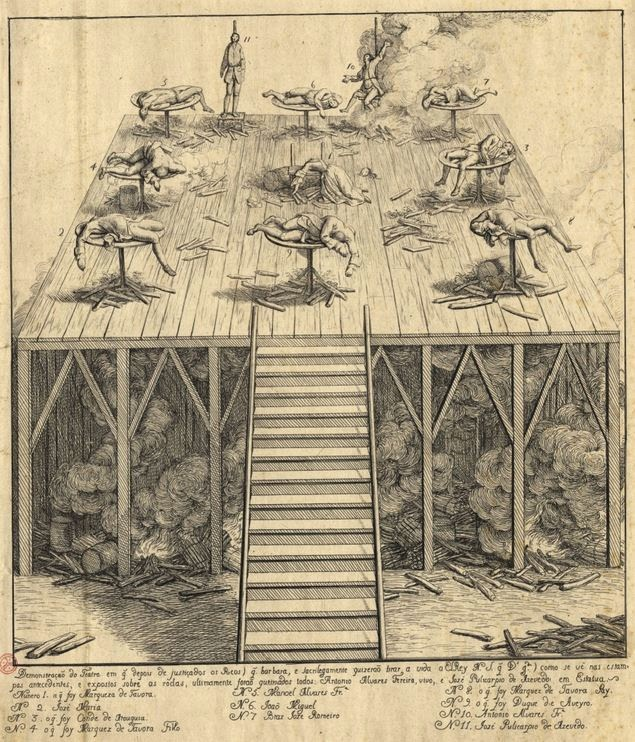
Execució dels Távora, estampa de l'època (1759-60)

La sentència n'ordenà l'execució de tots, incloent-hi dones i nens. Només les intervencions de la reina Maria Anna i de Maria Francisca, l'hereva del tron, en salvaren la majoria. El dia 13 de gener del 1759, van començar les execucions, la primera fou la marquesa de Távora, Leonor, per la seua presumpta traïció: després de molta tortura psicològica, implorà perquè la matassen de pressa i la decapitaren d'un sol cop. Després fou D. José Maria, a qui li partiren els braços i les cames, mentre l'escanyaven. Després el marqués de Távora, el comte d'Atouguia, els ciutadans Brás Romeiro, Manoel Ferreira i João Miguel, sentenciats de la mateixa forma. António Alvares Ferreira i José Policarpo havien de ser cremats vius, però el segon mai va ser capturat.
L'execució fou violenta fins per als cànons de l'època i, després dels fets narrats, les restes dels cossos cremats i les cendres es llançaren al riu Tejo. El rei era present, juntament amb la seua cort.

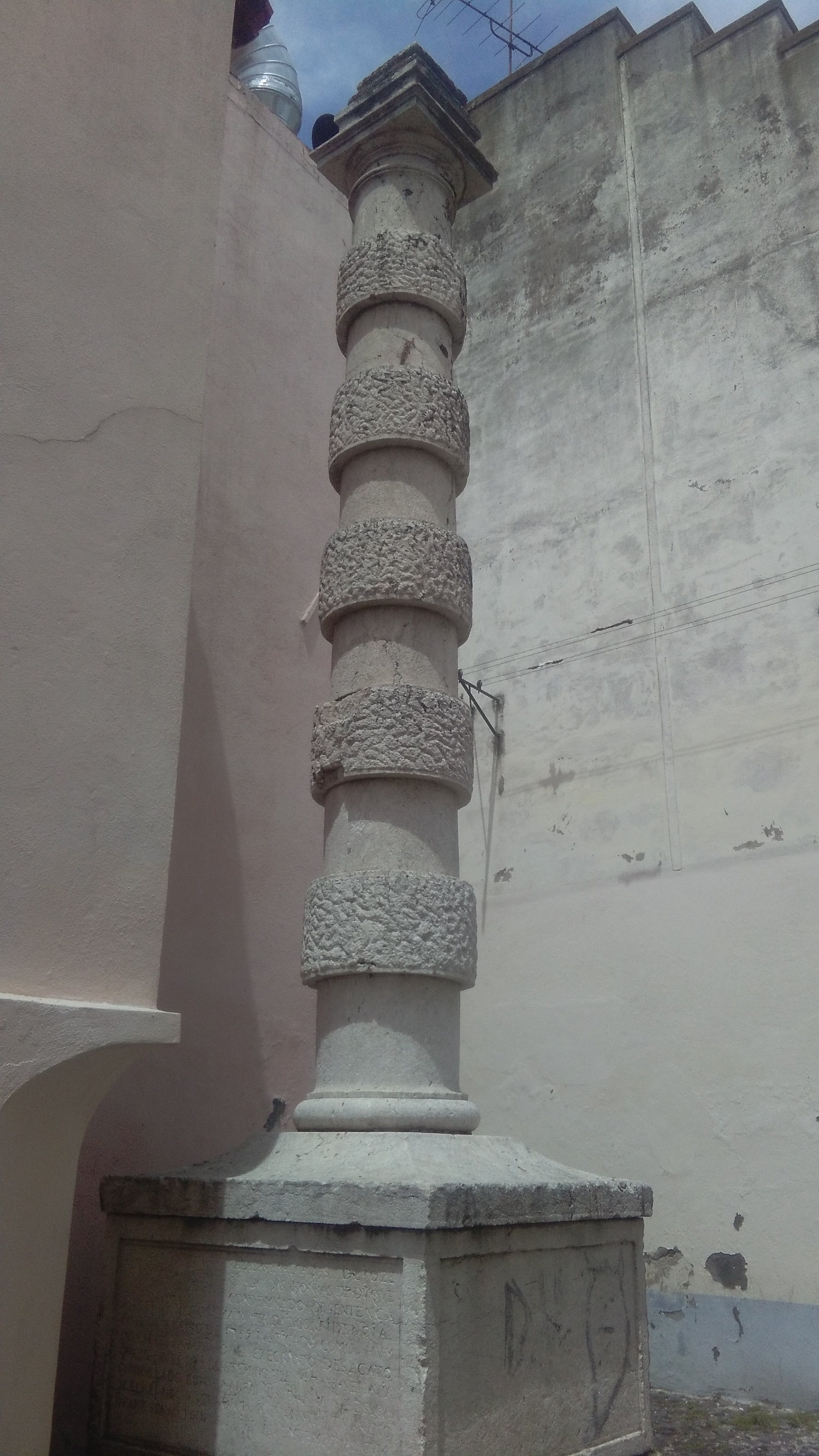
Columna del carreró de Châo Salgado, al·lusiu a la destrucció del Palau dels Ducs d'Aveiro de Lisboa

O Palau dels Ducs d'Aveiro de Lisboa fou destruït i el terreny salat, simbòlicament, perquè mai no hi cresqués res. A l'indret, anomenat hui carreró de Chão Salgado, hi ha una inscripció al·lusiva als fets, erigida per Josep I, on es pot llegir:
| « | ACÍ FOREN ARRASADES I SALADES, LES CASES DE JOZE MASCARENHAS, EXONERAT DE L'HONOR DE DUC D'AVEIRO I D'ALTRES I CONDEMNAT PER SENTÈNCIA DE LA SUPREMA JUNTA D'INCONFIDÈNCIA EL 12 DE GENER DE 1759, AJUSTICIAT COM UN DELS CAPS DEL BÀRBAR E EXECRAT DESACAT QUE A LA NIT DELE 3 DE SETEMBRE DE 1758 S'HAVIA CONXORXAT CONTRA LA REIAL I SAGRADA PERSOA DEL REI, EL NOSTRE SENYOR D. JOZE I EN AQUEST TERRENY INFAME NO ES POT EDIFICAR MAI MÉS. | » |

Les armes de les famílies Távora i Aveiro foren picades i el nom Távora fou prohibit. El blasó dels ducs d'Aveiro hui encara es pot veure (picat) a l'antic Palau dels Ducs d'Aveiro a Azeitão, un edifici que, per la seua grandària, recorda el poder de què la casa Aveiro gaudia fins al procés.
Gabriel Malagrida fou enforcat i cremat el 21 de setembre del 1761 i la Companyia de Jesús declarada il·legal. Totes les seues propietats foren confiscades i els jesuïtes expulsats del territori portugués, a Europa i Ultramar. La família Alorna i les filles del duc d'Aveiro foren condemnades a presó perpètua en monestirs i convents.
Al mateix 1759, Sebastião José de Carvalho i Melo fou fet comte d'Oeiras pel seu tractament del cas, i al 1769, obtingué el títol de marqués de Pombal, el nom pel qual és conegut fins hui.

## Discussió
La culpa o innocència dels Távora es debat encara hui pels historiadors portuguesos. D'una banda, les dolentes relacions entre l'alta noblesa i el rei estan ben documentades. Molts nobles, molests per la centralització del poder en Sebastião José de Carvalho i de Melo, culpaven Josep I per la confiança que en ell dipositava. La falta d'un hereu masculí al tron era motiu de descontent per a molts, i el duc d'Aveiro, primer fidalgo del regne, hi era de fet una opció. La rivalitat entre les cases d'Aveiro i de Bragança era secular, i s'agreujà des de la Restauració del 1640, quan el 8é duc de Bragança fou triat rei de Portugal com a Joan IV. Com que Joan III autoritzà la successió del Ducat de Coïmbra (creat el 1415) en el llinatge dels Lancaster, en comptes de la creació del nou Ducat d'Aveiro el 1547, el duc d'Aveiro no pogué presentar-se a la successió de la corona en la Restauració, i això que tenia més antiguitat que el duc de Bragança, amb un títol creat el 1442.
D'altra banda, alguns refereixen una coincidència: amb la condemna dels Távora i dels Jesuïtes, desapareixen els enemics de Sebastião José de Carvalho i de Melo i la noblesa fou dominada. Els acusats Távora argumentaren que la temptativa d'assassinat de Josep I podria haver estat un assalt comú, doncs el rei viatjava d'incògnit, sense escorta, en un perillós carrer de Lisboa, on els assalts nocturns no eren rars.
Una altra pista de presumpta innocència és el fet de cap dels Távora o familiars intentaren fugir de Portugal els dies que seguiren a l'atemptat fracassat.

## Conseqüències
Després de la caiguda de Pombal, José Ricalde Pereira de Castro, jutge relator del Tribunal revisor d'aquest procés ("dels Távora"), per sentència de 23 de maig de 1781, afirma la innocència dels marquesos de Távora, dels seus fills, del comte d'Atouguia, i confirma la culpabilitat del duc de Aveiro. Però aquesta sentència no és confirmada per la reina Maria I.
Culpables o no, les execucions dels Távora foren un fet devastador per a Portugal. L'execució d'una família de la primera noblesa va constituir un xoc. La futura reina Maria I quedà molt afectada pels esdeveniments.
L'aversió de la reina Maria I pel primer ministre de son pare fou total. Li retirà tots els poders i l'expulsà de Lisboa, amb un decret que en prohibia la presència a una distància inferior a 20 milles de la capital.
Del total de més de 400 persones citades, moltes escaparen i fugiren cap al Brasil, i el cas més conegut n'és el misteriós fra Lourenço, fundador del convent de Caraça a Minas Gerais.
Aquest procés és l'origen de l'expressió popular "atzar dels Távora".